# 잠재력과 실제
잠재력과 실제는 아리스토텔레스에 의해서 제창된 철학 용어. 현실태로 번역되는 일도 있다.
가능적인 것이 발전하기 이전의 단계인 잠재력이 가능성을 실현시킨 단계를 실제라고 아리스토텔레스는 불렀다. 종자와 꽃의 예를 들면, 아직 성장하지 않은 종자는 잠재력이며, 그 종자가 꽃이 된 단계는 실제라는 것이다. 한층 더 가능성을 완전하게 실현하고, 그 목적에 이르고 있는 상태를 엔테레케이아라고 불렀다.

## 실제
- 에네르게이아 【(그리스) energeia】의 의미 - 국어 사전 - goo 사전
- 에네르게이아란 코트반크